# لوكهيد إتش سي-130

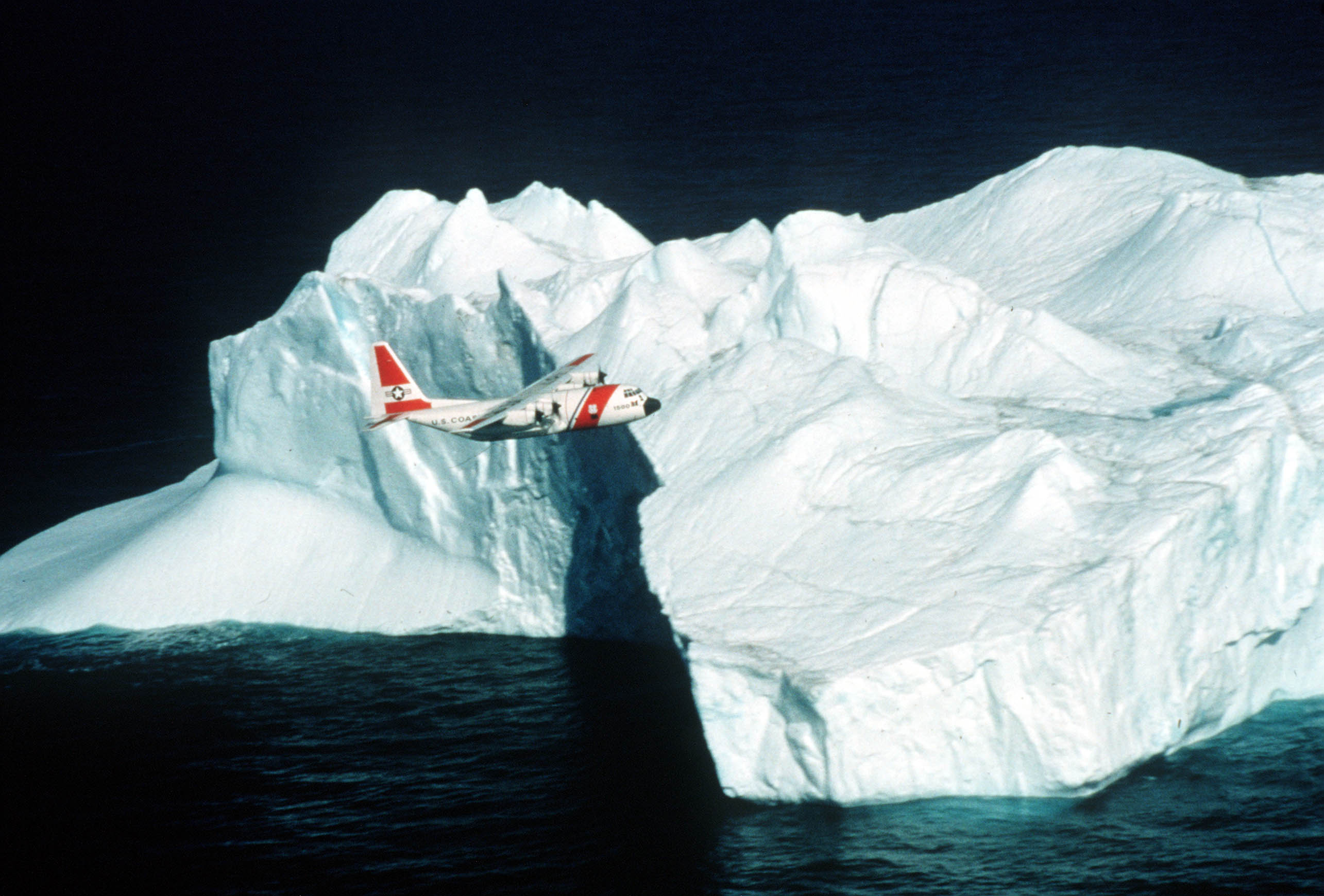
خفر السواحل الأميركي HC-130H على الجليد واجبات دورية

الوكهيد إتش سي-130 (HC-130) هي طائرة نقل طويلة المدى من مهامها البحث والإنقاذ السلمي والقتالي معدلة عن طارة هيركيوليس سي-130للنقل العسكري. وهي على طرازين مختلفين معدلان ليعملا مع جهتين منفصلتن من القوات المسلحة الأمريكية.
فطرازي أتش سي-130 أتش هيركوليس (HC-130H Hercules) و أتش سي-130جاي هيركوليس (HC-130J Hercules)، صمما لخفر السواحل الأميريكي.
وطرازي أتش سي-130 بي كومبات كينغ (HC-130P Combat King) و أتش سي-130جاي كومبات كينغ 2 (HC-130J Combat King II)، عدلا ليعملا في  سلاح الجوالأمريكي . ال

أعلن في تموز / يوليه 2015، أن دائرة الغابات في الولايات المتحدة سوف تأخذ طائرات أتش سي-130 أتش (HC-130H) من خفر السواحل لاستخدامها في اطفاء الحرائق من الجوي بينما سيتبدلها خفر السواحل بطرازات جاي و أتش (HC-130H وHC-27J Spartan) إضافية HC-130J و HC-27J Spartan).

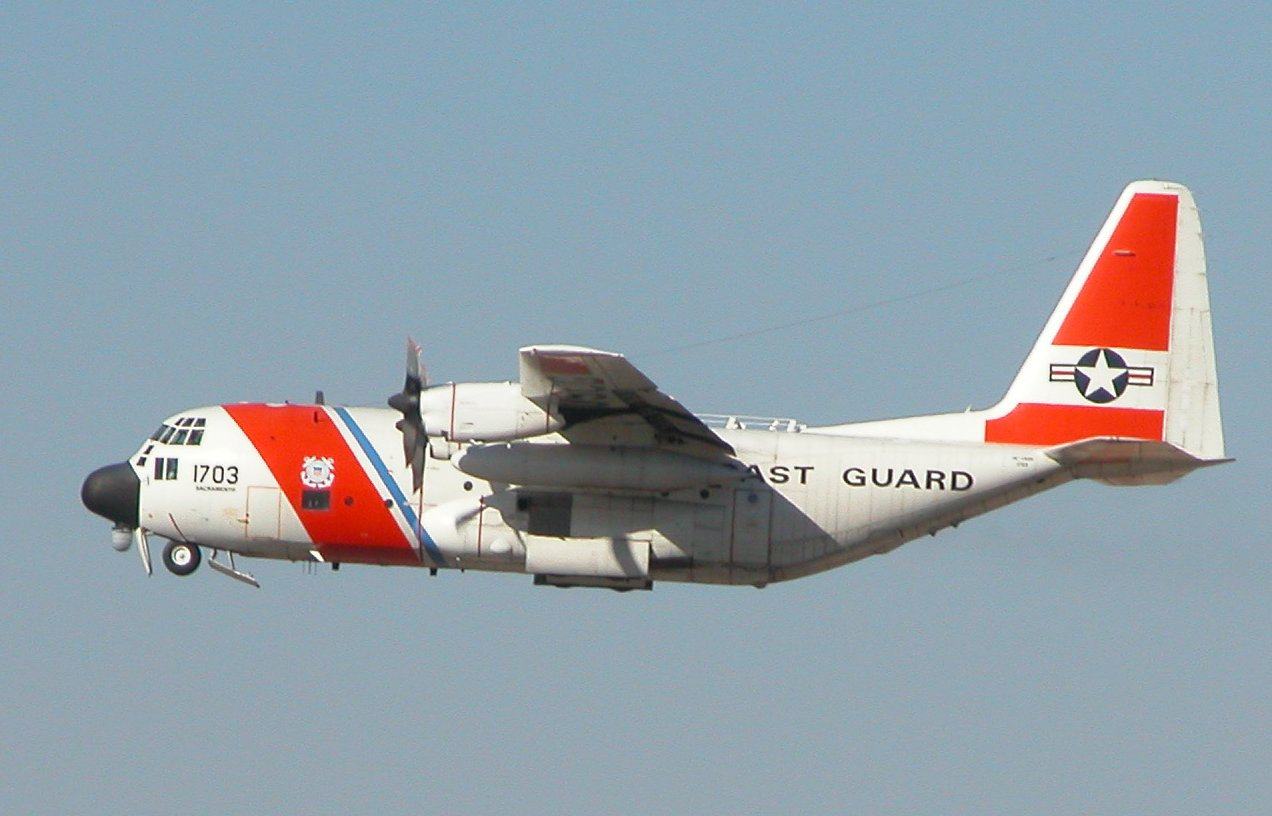
خفر السواحل الأميركي HC-130H تغادر موهافي

## المشغلون
- القوات الجوية للولايات المتحدة
- خفر سواحل الولايات المتحدة
- دائرة الغابات في الولايات المتحدة

## المواصفات
البيانات من USCG Specs
الخصائص العامة
- الطاقم: USAF: 10;[2] USCG: 5 to 7, contingent on mission
- الطول: 97 ft 9 in (29.8 m)
- باع الجناح: 132 ft 7 in (40.4 m)
- الارتفاع: 38 ft 3 in (11.6 m)
- مساحة الجناح : 1,745 ft² (162.1 m²)
- الوزن فارغة: 76,780 lb (34,826 kg)
- وزن الإقلاع الأقصى: 175,000 lb (79,379 kg)
- محرك الطائرة: 4 × عائلة أليسون 501  [لغات أخرى]‏ محرك مروحة عنفيةs, 4,300 shp (3,210 kW)  الواحد

الأداء
- السرعة القصوى: 330 knots (380 mph, 611 km/h)
- سرعة العبور: 290 knots (333 mph, 537 km/h)
- مدى (طائرة): 4,500 nmi (5,178 mi, 8,334 km)
- سقف الخدمة: 33,000 ft (10,000 m)